# Gare de Caulnes
La gare de Caulnes est une gare ferroviaire française de la ligne de Paris-Montparnasse à Brest, située sur le territoire de la commune de Caulnes, dans le département des Côtes-d'Armor en région Bretagne.
Elle est mise en service en 1863 par la compagnie des chemins de fer de l'Ouest.
C'est une halte voyageurs de la Société nationale des chemins de fer français (SNCF) desservie par des trains express régionaux TER Bretagne. Elle est à 46 kilomètres de Rennes.

## Situation ferroviaire
Établie à 81 mètres d'altitude, la gare de Caulnes est située au point kilométrique (PK) 419,488 de la ligne de Paris-Montparnasse à Brest entre les gares de Quédillac et de Broons.

## Histoire
La station de Caulnes-Dinan est mise en service le 7 septembre 1863 par la Compagnie des chemins de fer de l'Ouest, lorsqu'elle ouvre à l'exploitation la section de Rennes à Guingamp de sa ligne de Rennes à Brest.
Elle est la quatrième de la section ; elle est établie au bord de la route de Ploërmel à Dinan, en bordure sud du bourg de Caulnes qui compte 1 997 habitants et à deux kilomètres au nord de Saint-Jouan-de-l'Isle, le chef-lieu de canton. Elle dessert la ville de Dinan, située à 23 kilomètres au nord-est ; des omnibus assurent les correspondances. Elle dispose d'un bâtiment voyageurs de base rectangulaire, de 14,5 mètres sur 8 mètres, encadré par deux pavillons.
Son nom est amputé de celui de Dinan lors de l'ouverture de la ligne de La Brohinière à Dinan en 1896.

Les installations de la gare vers 1900
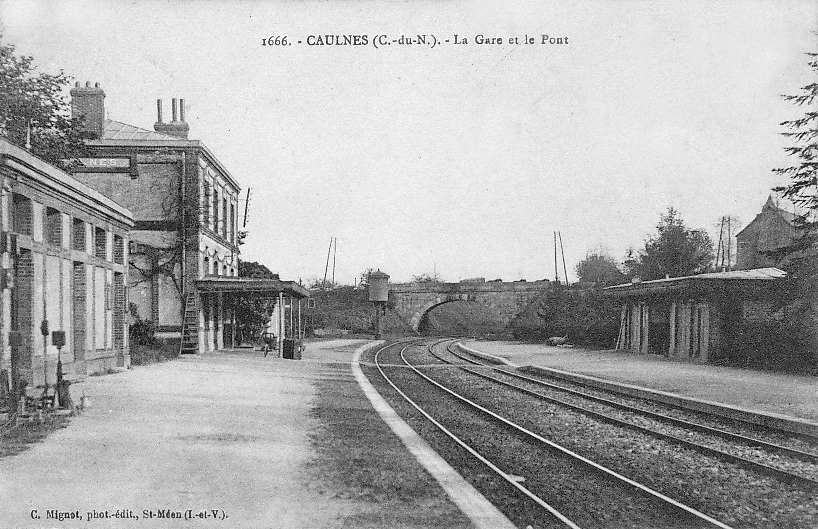
Vue en direction de Rennes.
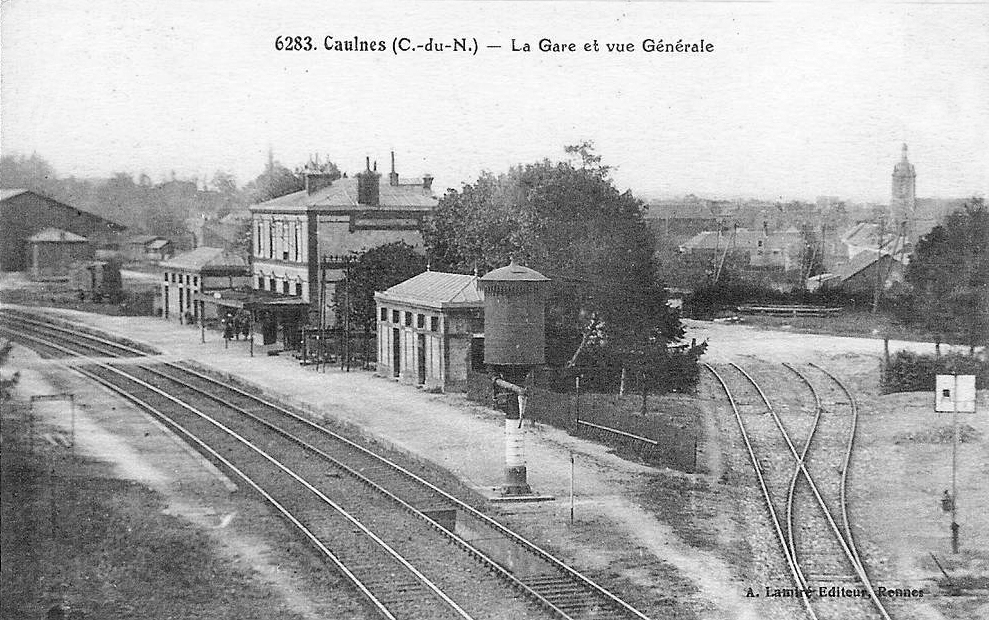
Vue en direction de Brest.

En 2010, un abri de quai a remplacé le bâtiment voyageurs (détruit à une date interminée) ; il est encadré par les deux anciens pavillons. La gare est devenue une simple halte avec uniquement les deux voies de la ligne.

## Fréquentation
De 2015 à 2023, selon les estimations de la SNCF, la fréquentation annuelle de la gare s'élève aux nombres indiqués dans le tableau ci-dessous.
| Année     | 2015   | 2016   | 2017   | 2018   | 2019   | 2020   | 2021   | 2022   | 2023   |
| --------- | ------ | ------ | ------ | ------ | ------ | ------ | ------ | ------ | ------ |
| Voyageurs | 27 383 | 31 786 | 36 453 | 45 131 | 55 299 | 42 095 | 49 281 | 73 308 | 84 923 |

## Service des voyageurs

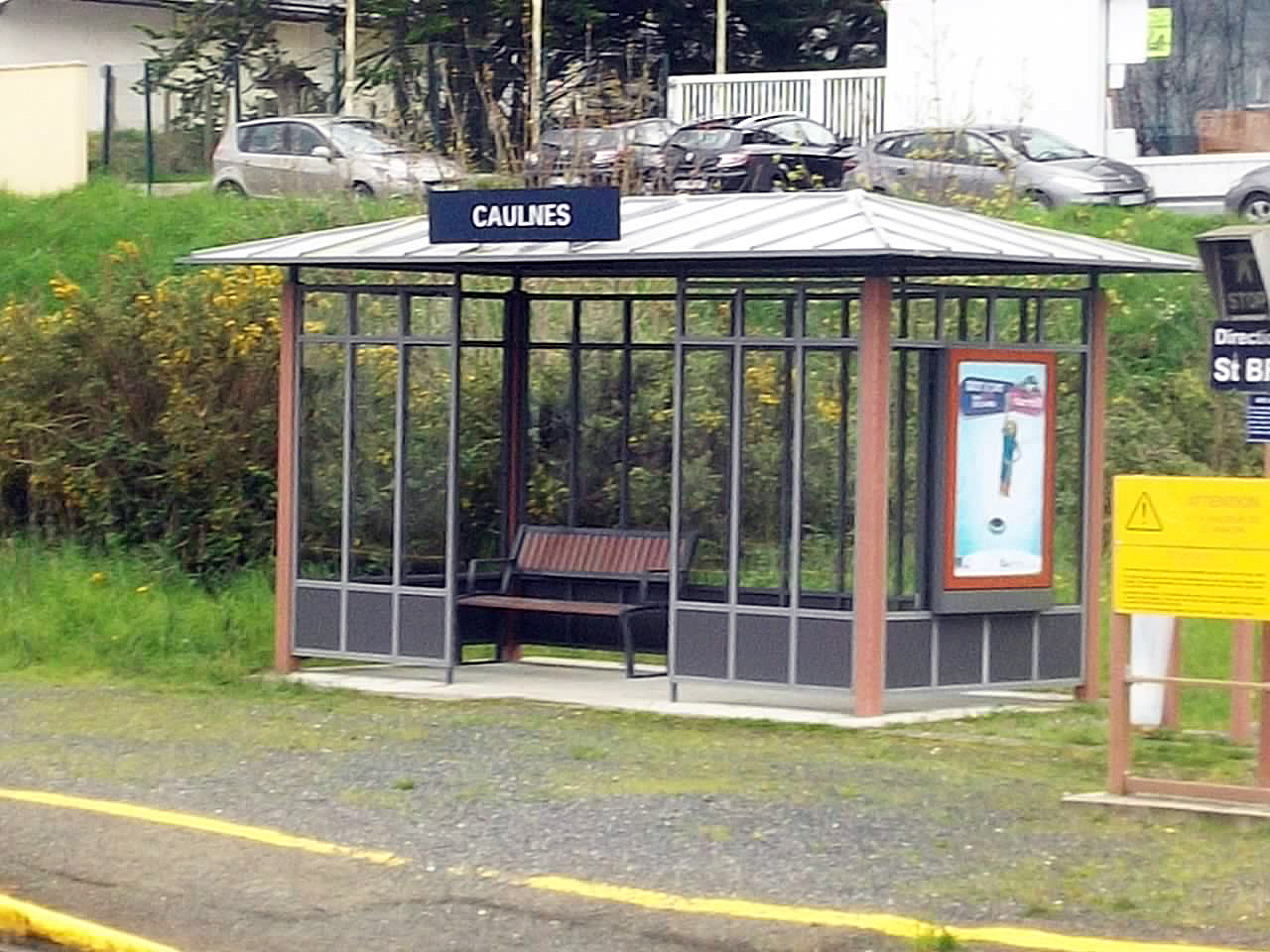
L'abri du quai direction Saint-Brieuc.

### Accueil
Halte SNCF, c'est un point arrêt non géré (PANG) en accès libre.

### Desserte
Caulnes est desservie par des trains TER Bretagne de la relation Rennes – La Brohinière – Saint-Brieuc.

### Intermodalité
Un parc pour les vélos y est aménagé, et le stationnement des véhicules est possible dans l'ancienne cour de la gare.